# بازی‌های آفریقایی
بازی‌های آفریقایی (انگلیسی: African Games) یک رویداد چندورزشی است که هر چهار سال یک‌بار توسط انجمن کمیته‌های ملی المپیک آفریقا مابین اعضای اتحادیه آفریقا برگزار می‌شود.
این مسابقات برای اولین بار در سال ۱۹۶۵ در شهر برازاویل، جمهوری کنگو برگزار شده است.

## بازی‌ها
| بازی‌ها | سال  | میزبان     | افتتاحیه                         | تاریخ                      | کشورها                     | شرکت‌کنندگان                | شرکت‌کنندگان                | شرکت‌کنندگان                | ورزش‌ها                     | رویدادها                   | بهترین کشور                |
| بازی‌ها | سال  | میزبان     | افتتاحیه                         | تاریخ                      | کشورها                     | مرد                        | زن                         | مجموع                      | ورزش‌ها                     | رویدادها                   | بهترین کشور                |
| ------ | ---- | ---------- | -------------------------------- | -------------------------- | -------------------------- | -------------------------- | -------------------------- | -------------------------- | -------------------------- | -------------------------- | -------------------------- |
| ۱      | ۱۹۶۵ | برازاویل   | آلفونس ماسامبا-دبا               | 18 – 28 July               | ۳۰                         |                            |                            | ۲٬۵۰۰                      | ۱۰                         | ۵۴                         | مصر                        |
| –      | ۱۹۶۹ | باماکو     | با کودتای نظامی برگزار نشد       | با کودتای نظامی برگزار نشد | با کودتای نظامی برگزار نشد | با کودتای نظامی برگزار نشد | با کودتای نظامی برگزار نشد | با کودتای نظامی برگزار نشد | با کودتای نظامی برگزار نشد | با کودتای نظامی برگزار نشد | با کودتای نظامی برگزار نشد |
| ۲      | ۱۹۷۳ | لاگوس      | یعقوب گون                        | 7 – 18 January             | ۳۶                         |                            |                            |                            | ۱۲                         | ۹۲                         | مصر                        |
| ۳      | ۱۹۷۸ | الجزیره    | هواری بومدین                     | 13 – 28 July               | ۳۸                         |                            |                            | ۳٬۰۰۰                      | ۱۲                         | ۱۱۷                        | تونس                       |
| ۴      | ۱۹۸۷ | نایروبی    | دنیل آراپ موی                    | 1 – 12 August              | ۴۱                         |                            |                            |                            | ۱۴                         | ۱۶۴                        | مصر                        |
| ۵      | ۱۹۹۱ | قاهره      | حسنی مبارک                       | 20 September – 1 October   | ۴۳                         |                            |                            |                            | ۱۸                         | ۲۱۳                        | مصر                        |
| ۶      | ۱۹۹۵ | هراره      | رابرت موگابه                     | 13 – 23 September          | ۴۶                         |                            |                            | ۶٬۰۰۰                      | ۱۹                         | ۲۲۴                        | آفریقای جنوبی              |
| ۷      | ۱۹۹۹ | ژوهانسبورگ | تابو امبکی                       | 10 – 19 September          | ۵۱                         |                            |                            | ۶٬۰۰۰                      | ۲۰                         | ۲۲۴                        | آفریقای جنوبی              |
| ۸      | ۲۰۰۳ | آبوجا      | اولوسگون اوباسانجو               | 5 – 17 October             | ۵۰                         |                            |                            | ۶٬۰۰۰                      | ۲۲                         | ۳۳۲                        | نیجریه                     |
| ۹      | ۲۰۰۷ | الجزیره    | عبدالعزیز بوتفلیقه               | 11 – 23 July               | ۵۲                         |                            |                            | ۴٬۷۹۳                      | ۲۷                         | ۳۷۴                        | مصر                        |
| ۱۰     | ۲۰۱۱ | ماپوتو     | آرماندو گبوزا                    | 3 – 18 September           | ۵۳                         |                            |                            | ۵٬۰۰۰                      | ۲۰                         | ۲۴۴                        | آفریقای جنوبی              |
| ۱۱     | ۲۰۱۵ | برازاویل   | دنیس ساسو نگسو                   | 4 – 19 September           | ۵۴                         |                            |                            | ۱۵٬۰۰۰                     | ۲۲                         | ۳۲۳                        | مصر                        |
| ۱۲     | ۲۰۱۹ | رباط       | رشید بن الحسن                    | 19 – 31 August             | ۵۴                         |                            |                            | ۴٬۳۸۶                      | ۲۶                         | ۳۴۳                        | مصر                        |
| ۱۳     | ۲۰۲۳ | آکرا       | نانا آکوفو-آدودو                 | ۸ – ۲۳ مارس ۲۰۲۴           | ۵۲                         | ۱٬۴۹۰                      | ۱٬۱۵۴                      | ۲٬۶۴۴                      | ۲۳                         | ۳۳۵                        | مصر                        |
| ۱۴     | ۲۰۲۷ | قاهره      | رئیس‌جمهور مصر (expected)         | 20 January – 7 February    | رویداد آینده               | رویداد آینده               | رویداد آینده               | رویداد آینده               | رویداد آینده               | رویداد آینده               | رویداد آینده               |
| ۱۵     | ۲۰۳۱ | کینشاسا    | President of DR Congo (expected) | TBD                        | رویداد آینده               | رویداد آینده               | رویداد آینده               | رویداد آینده               | رویداد آینده               | رویداد آینده               | رویداد آینده               |

## جدول مدال‌ها
| تیم (IOC code)              | بازی‌ها | طلا  | نقره | برنز | مجموع |
| --------------------------- | ------ | ---- | ---- | ---- | ----- |
| الجزایر (ALG)               | ۱۰     | ۲۱۸  | ۲۴۳  | ۳۰۰  | ۷۶۱   |
| آنگولا (ANG)                | ۷      | ۱۵   | ۱۷   | ۲۷   | ۵۹    |
| بنین (BEN)                  | ۹      | ۰    | ۲    | ۳    | ۵     |
| بوتسوانا (BOT)              | ۶      | ۶    | ۹    | ۱۹   | ۳۴    |
| بورکینافاسو (BUR)           | ۱۰     | ۱    | ۳    | ۷    | ۱۱    |
| بوروندی (BDI)               | ۷      | ۱    | ۰    | ۱    | ۲     |
| کامرون (CMR)                | ۱۰     | ۲۸   | ۴۷   | ۱۰۱  | ۱۷۶   |
| کیپ ورد (CPV)               | ۶      | ۱    | ۰    | ۲    | ۳     |
| جمهوری آفریقای مرکزی (CAF)  | ۶      | ۱    | ۲    | ۲    | ۵     |
| جمهوری کنگو (CGO)           | ۱۰     | ۱    | ۱۰   | ۲۰   | ۳۱    |
| جمهوری دموکراتیک کنگو (COD) | ۱۰     | ۲    | ۳    | ۱۲   | ۱۷    |
| چاد (CHA)                   | ۱۰     | ۱    | ۰    | ۹    | ۱۰    |
| ساحل عاج (CIV)              | ۱۰     | ۱۹   | ۲۳   | ۴۱   | ۸۳    |
| مصر (EGY)                   | ۱۰     | ۴۶۳  | ۳۴۲  | ۳۴۰  | ۱۱۴۵  |
| اریتره (ERI)                | ۲      | ۳    | ۱    | ۲    | ۶     |
| اتیوپی (ETH)                | ۱۰     | ۲۹   | ۳۹   | ۴۶   | ۱۱۴   |
| گابن (GAB)                  | ۱۰     | ۶    | ۶    | ۲۰   | ۳۲    |
| گامبیا (GAM)                | ۹      | ۰    | ۲    | ۰    | ۲     |
| غنا (GHA)                   | ۱۰     | ۳۰   | ۴۳   | ۷۲   | ۱۴۵   |
| گینه (GUI)                  | ۱۰     | ۱    | ۲    | ۱    | ۴     |
| گینه بیسائو (GBS)           | ۴      | ۰    | ۰    | ۱    | ۱     |
| کنیا (KEN)                  | ۱۰     | ۱۰۴  | ۱۱۱  | ۱۲۶  | ۳۴۱   |
| لسوتو (LES)                 | ۶      | ۸    | ۳    | ۱۱   | ۲۲    |
| لیبریا (LBR)                |        | ۱    | ۰    | ۱    | ۲     |
| لیبی (LBA)                  | ۱۰     | ۱۷   | ۱۸   | ۳۴   | ۶۹    |
| ماداگاسکار (MAD)            | ۱۰     | ۱۰   | ۱۷   | ۳۶   | ۶۳    |
| مالاوی (MAW)                | ۷      | ۰    | ۰    | ۲    | ۲     |
| مالی (MLI)                  | ۱۰     | ۵    | ۶    | ۹    | ۲۱    |
| موریس (MRI)                 | ۷      | ۱۰   | ۲۱   | ۳۴   | ۶۵    |
| مراکش (MAR)                 | ۳      | ۹    | ۱۲   | ۱۵   | ۳۶    |
| موزامبیک (MOZ)              | ۷      | ۴    | ۶    | ۹    | ۱۹    |
| نامیبیا (NAM)               | ۶      | ۵    | ۱۱   | ۲۰   | ۳۶    |
| نیجر (NIG)                  | ۱۰     | ۰    | ۲    | ۸    | ۱۰    |
| نیجریه (NGR)                | ۱۰     | ۳۳۴  | ۳۰۵  | ۲۹۵  | ۹۳۴   |
| رواندا (RWA)                | ۷      | ۱    | ۴    | ۰    | ۵     |
| سائوتومه و پرنسیپ (STP)     | ۳      | ۰    | ۱    | ۲    | ۳     |
| سنگال (SEN)                 | ۱۰     | ۴۸   | ۴۸   | ۹۰   | ۱۸۶   |
| سیشل (SEY)                  | ۷      | ۱    | ۱۷   | ۲۷   | ۴۵    |
| سیرالئون (SLE)              | ۶      | ۱    | ۲    | ۱    | ۴     |
| سومالی (SOM)                | ۹      | ۱    | ۰    | ۰    | ۱     |
| آفریقای جنوبی (RSA)         | ۵      | ۲۵۹  | ۲۲۹  | ۱۷۷  | ۶۶۵   |
| سودان (SUD)                 | ۱۰     | ۵    | ۱    | ۳    | ۹     |
| سوازیلند (SWZ)              | ۹      | ۱    | ۰    | ۲    | ۳     |
| تانزانیا (TAN)              | ۱۰     | ۴    | ۹    | ۱۰   | ۲۳    |
| توگو (TOG)                  | ۱۰     | ۰    | ۲    | ۱۱   | ۱۳    |
| تونس (TUN)                  | ۱۰     | ۱۵۲  | ۱۳۲  | ۱۴۶  | ۴۳۰   |
| اوگاندا (UGA)               | ۱۰     | ۲۱   | ۲۰   | ۳۶   | ۷۷    |
| زامبیا (ZAM)                | ۱۰     | ۴    | ۵    | ۲۳   | ۳۲    |
| زیمبابوه (ZIM)              | ۷      | ۲۴   | ۳۳   | ۵۹   | ۱۱۶   |
| Total                       | Total  | ۱۷۹۰ | ۱۷۴۷ | ۲۱۴۰ | ۵۶۷۷  |